# Трене (Чад)
Трене (фр. Tréné) — деревня и супрефектура в Чаде, расположенная на территории региона Западное Майо-Кеби. Входит в состав департамента Лак-Лере.

## История
В отдельную административную единицу Трене был выделен 4 сентября 2012 года.

## Географическое положение
Деревня находится в юго-западной части Чада, к северо-востоку от одноимённого озера, к северу от реки Майо-Кеби, на высоте 301 метра над уровнем моря.
Населённый пункт расположен на расстоянии приблизительно 278 километров к юго-юго-западу (SSW) от столицы страны Нджамены.

## Транспорт
Ближайший аэропорт расположен в городе Лере.